# Тихонова Євгенія Антонівна
Євге́нія Анто́нівна Ти́хонова (19 серпня 1925, Київ, Українська РСР, СРСР — 29 жовтня 2010) — радянська та українська вчена-правознавиця, фахівець в галузі теорії держави і права та конституційного права. Доктор юридичних наук (1978), професор (1981). Учасниця розробки Декларації про державний суверенітет України, Конституції України й інших правових актів.

## Життєпис
Євгенія Антонівна народилася 19 серпня 1925 року в Києві. Вищу освіту здобула на юридичному факультеті Київського державного університету, закінчивши який у 1949 році, почала працювати молодшою науковою співробітницею у заснованому того ж року Секторі держави і права АН Української РСР. Тихонова стала одним з семи перших співробітників цієї наукової-дослідницької установи (крім неї в цьому секторі працювали завідувач — В. М. Корецький, учений секретар — Б. М. Бабій, і чотири молодших наукових співробітників — Ц. В. Бичкова, М. П. Діденко, М. К. Михайловський і Л. Л. Потарикіна). У 1952 році Євгенія Антонівна захистила в Секторі держави і права АН Української РСР дисертацію на здобуття наукового ступеня кандидата юридичних наук на тему «Місцеві органи державної влади Народної Республіки Болгарії» (рос. Местные органы государственной власти Народной Республики Болгарии).
До 1970 року Євгенія Тихонова продовжувала працювати в Інституті держави і права АН Української РСР (до 1969 року — Сектор держави і права АН Української РСР), де на той час обіймала посаду старшої наукової співробітниці. Проте, в 1970 році вона почала працювати на юридичному факультеті свого альма-матер, де послідовно обіймала посади старшої викладачки, доцентки, професорки і завідуючої кафедри.
У 1975 році прочитала курс лекцій з теорії держави і права в Університеті ім. Яна Евангелісте Пуркинє (Брно, Чехословаччина). У 1977 році в Інституті держави і права АН Української РСР захистила дисертацію на здобуття наукового ступеня доктора юридичних наук на тему «Виникнення і розвиток соціалістичних федерацій» (рос. Возникновение и развитие социалистических федераций) (спеціальність 12.00.02), а в 1978 році їй було присвоєно відповідний науковий ступінь. У 1981 році Євгенія Тихонова отримала вчене звання професора.
У 1990 році Євгенія Антонівна ввійшла до складу робочої групи, яка займалася підготовкою Декларації про державний суверенітет України. У 1991 році почала працювати в апараті Верховної Ради України, де обійняла посаду головного наукового консультанта, тоді ж увійшла до складу робочої групи Конституційної комісії Верховної Ради України, яка займалася розробкою проєктів нової Конституції України. Працюючи в апараті Верховної Ради України до 1993 року, Євгенія Тихонова продовжувала працювати на юридичному факультеті Київського державного університету ім. Т. Г. Шевченка, а в 1994 році припинила перебування в робочій групі Конституційної комісії.
У 1995 році Євгенія Антонівна очолила відділ конституційного права Інституту законодавства Верховної Ради України, а потім стала головним науковим співробітником цієї установи. У 1996 році під час розробки проєкту Конституції України була призначена офіційним експертом. У 1997 році брала участь у створенні «Концепції розвитку законодавства України на 1997—2005 рр.». У 1998 році Євгенія Антонівна була обрана дійсним членом Міжнародної Слов'янської академії наук. У 1999 році стала завідуючою відділу конституційного права апарату Уповноваженого Верховної Ради України з прав людини та в тому ж році розробила проєкт парламентської реформи в Україні. Також, брала участь у розробці ряду законопроєктів України.
У 2000 році Євгенія Тихонова повернулася на викадацьку роботу, обійнявши посаду професорки в Університеті економіки і права «КРОК», а з 2003 року поєднувала цю роботу з роботою в Інституті законодавства Верховної Ради України на посаді головного наукового консультанта.
Євгенія Антонівна Тихонова померла 29 жовтня 2010 року.

## Наукові праці
Євгенія Антонівна спеціалізувалася на дослідженні проблем теорії держави і права та конституційного права. Внесок Євгенії Тихонової у розвиток юридичної науки в Україні оцінюється фахівцями як «вагомий».
Станом на 1998 рік була автором більш як 170 наукових і науков-методичних робіт. Серед наукових праць написаних Є. А. Тихоновою, самостійно або в співавторстві, найважливішими є: «Народні ради депутатів трудящих Народної Республіки Болгарія» (1954), «Державний лад Румунської Народної Республіки» (1959), «Національне питання в державному будівництві Китайської Народної Республіки» (1962), «Національне питання в державному будівництві європейських соціалістичних країн» (1966), «Соціалізм і соціальна справедливість» (1988), «Коментар до Конституції України» (співавтор 1996 і 1998), «Парламентська республіка як можлива і доцільна форма української державності» (1997), «Методологічні основи побудови системи конституційного законодавства України» (1997), «Конституція України як культурна цінність» (1997), «Питання імплементації норм міжнародного права в національне законодавство України і міжнародно-правові гарантії захисту прав мігрантів» (1998), «Парламент у механізмі соціальної держави: проблеми вдосконалення юридичного статусу» (2001), «Теоретичні засади та характерні риси демографічних форм державного правління» (2002).
Також Євгенія Антонівна брала участь у написанні статей для шеститомної «Юридичної енциклопедії».